# Lorena Comparato
Lorena Comparato (Lisboa, 14 de março de 1990) é uma atriz luso-brasileira nascida em Portugal.

## Biografia
Lorena nasceu em Lisboa, Portugal, filha de pais brasileiros descendentes de portugueses e italianos. Por parte de pai, é neta de portugueses.
Apesar de ter nascido em Portugal, ela só teve a cidadania portuguesa reconhecida depois dos 8 anos de idade. Seu pai precisou se tornar cidadão português (por ser filho de portugueses) e então passar a cidadania para Lorena e seus irmãos.
Comparato revelou que não vai a Portugal, seu país natal, há mais de 20 anos.

## Carreira
Lorena iniciou sua carreira na televisão como apresentadora da TV Globinho, durante a chamada quarta fase do programa. Pouco tempo depois, decidiu direcionar sua trajetória profissional exclusivamente para a atuação. Em 2011, fundou a companhia teatral Cia. de Quatro Mulheres, ao lado das atrizes Andrezza Abreu, Anita Chaves e Karina Ramil. No ano seguinte, fez sua estreia na televisão como atriz no seriado policial Fora de Controle, exibido pela RecordTV. Em 2013, passou a integrar o elenco fixo do sitcom Pé na Cova, da TV Globo, interpretando Abigail, personagem que se relacionava com o dono de uma funerária. Permaneceu na série até sua finalização, em 2016. No mesmo ano, fez participações nas produções TOC's de Dalila e na série E Aí... Comeu?.  Ainda em 2016, estreou em sua primeira novela, Rock Story, no papel de Vanessa, assistente da personagem Diana, por quem nutria uma admiração obsessiva pela chefe. A novela ficou no ar até 2017. No mesmo período, participou da série de época Cidade Proibida.
Em 2018, voltou-se para as produções seriadas, integrando o elenco das comédias Samantha!, como a influenciadora digital Laila, e Homens?, como a stripper Tainá. No mesmo ano, passou a interpretar Geise na série Impuros (Star+), papel de maior destaque em sua carreira. A série foi amplamente elogiada pela crítica e chegou a render uma indicação ao Emmy Internacional para o protagonista Raphael Logam.  Em 2019, retornou à TV Globo para uma participação especial na série Cine Holliúdy, interpretando a espalhafatosa e apaixonada Formosa. A personagem retornaria de forma fixa nas temporadas seguintes da série, exibidas em 2022 e 2023.
Em 2020, teve destaque no cinema ao interpretar Celeste no filme Boca de Ouro, adaptação da obra de Nelson Rodrigues. Sua atuação como uma das mulheres envolvidas com o temido bicheiro lhe rendeu o prêmio de Melhor Atriz no Miami Brazilian Film Festival. No ano seguinte, retornou às novelas com uma participação especial em Um Lugar ao Sol, interpretando a versão jovem da personagem vivida por Ana Beatriz Nogueira na primeira fase da trama. Ainda em 2021, integrou o elenco da série Filhas de Eva, como a garota de programa Suzana, e protagonizou dois filmes nos cinemas: o terror Lacuna e a comédia Amarração do Amor.
Las Hijas de Eva (ES)
Em 2022, foi escalada como protagonista da versão brasileira da série Não Foi Minha Culpa, produção sobre violência doméstica baseada em formatos internacionais de sucesso. No mesmo ano, também estrelou a série musical Rensga Hits!, interpretando Glaúcia Figueira, cantora em ascensão no universo do sertanejo. Em 2023, retornou aos cinemas com participações nos filmes premiados Regra 34 e Meu Álbum de Amores. Em 2025, marcou seu retorno à comédia ao protagonizar o sitcom de esquetes Volte Sempre, interpretando Narcisa Aparecida, uma personagem narcisista e egocêntrica. No mesmo ano, também fez uma participação especial na série Tô de Graça, interpretando uma freira na sétima temporada do programa. Ainda na televisão, integrou dois especiais do projeto Falas, ambos exibidos pela TV Globo: Falas de Orgulho, voltado à visibilidade LGBTQIAPN+, e Falas de Acesso, que abordou histórias de pessoas com deficiência. No mesmo ano, foi escolhida pela Netflix para interpretar Elize Matsunaga no longa-metragem Uma Garota de Classe, escrito por Raphael Montes. O filme dramatiza o Assassinato de Marcos Kitano, detalhando os acontecimentos que levaram ao crime e as consequências do caso que ganhou grande repercussão nacional.

## Vida pessoal
É filha do roteirista, ator e escritor Doc Comparato com Leila Mendes e é irmã mais nova da também atriz Bianca Comparato.

## Filmografia

### Televisão
| Ano           | Título                      | Personagem                      | Nota                         |
| ------------- | --------------------------- | ------------------------------- | ---------------------------- |
| 2009          | TV Globinho                 | Apresentadora                   |                              |
| 2012          | Fora de Controle            | Juliana                         | Episódio: "8 de maio"        |
| 2012          | Do Amor                     | Britney Santos                  |                              |
| 2013–2016     | Pé na Cova                  | Abigail de Jesus Pereira        |                              |
| 2016          | TOC's de Dalila             | Cristal                         |                              |
| 2016          | E Aí... Comeu?              | Lua                             | Episódio: "29 de agosto"     |
| 2016–2017     | Rock Story                  | Vanessa do Rosário              |                              |
| 2017          | Cidade Proibida             | Dora Passos                     | Episódio: "Caso Celeste"     |
| 2018          | Malhação: Vidas Brasileiras | Camila Alves (Mila)             |                              |
| 2018–2019     | Samantha!                   | Laila                           |                              |
| 2018–presente | Impuros                     | Geise Rocha Ferreira            |                              |
| 2019–2020     | Homens?                     | Tainá Almeida                   |                              |
| 2019–2023     | Cine Holliúdy               | Formosa da Fonseca              |                              |
| 2021          | Filhas de Eva               | Suzana Prata                    |                              |
| 2021          | Um Lugar ao Sol             | Elenice Muniz Meirelles (jovem) | Episódios: "8–9 de novembro" |
| 2022          | Não Foi Minha Culpa         | Priscila Santos                 |                              |
| 2022–presente | Rensga Hits!                | Glaúcia Figueira                |                              |
| 2025          | Tô de Graça                 | Madre Ana Paula                 | Episódios: "Só Teus Fãs"     |
| 2025          | Falas de Orgulho            | Doutora Marcelle                |                              |
| 2025          | Volte Sempre                | Narcisa Aparecida               |                              |

### Cinema
| Ano  | Título                           | Personagem        | Notas          |
| ---- | -------------------------------- | ----------------- | -------------- |
| 2010 | Handebol                         | Bia               | Curta-metragem |
| 2014 | Lemming                          | Milla             | Curta-metragem |
| 2015 | Angústia                         | Garota Bling Ring | Curta-metragem |
| 2015 | Amor Suspenso                    | Maria             | Curta-metragem |
| 2015 | Mate-Me Por Favor                | Garota Morta      |                |
| 2016 | É Fada!                          | Patricinha Loura  |                |
| 2017 | E.A.S.: Esquadrão Antissequestro | Maiara            |                |
| 2020 | Boca de Ouro                     | Celeste           |                |
| 2021 | Lacuna                           | Sofia             |                |
| 2021 | Amarração do Amor                | Cleyde            |                |
| 2023 | Regra 34                         | Lúcia             | [ 37 ]         |
| 2023 | Meu Álbum de Amores              | Catarina          |                |

## Teatro
| Ano  | Título                 | Personagem   | Nota                         |
| ---- | ---------------------- | ------------ | ---------------------------- |
| 2013 | Nadistas & Tudistas    | Nadinha      |                              |
| 2013 | Ricardo                |              | também Autora                |
| 2014 | Blackbird              |              |                              |
| 2015 | #Bronca de Quê?        | Nick         |                              |
| 2017 | Agosto                 | Jean Fordham |                              |
| 2017 | Não Tô Entendendo Nada | Vários       | também Idealizadora/Redatora |

## Discografia

### Trilha Sonora
| Ano  | Título                          | Outro(s) artista(s) | Álbum                               | Videoclipe |
| ---- | ------------------------------- | ------------------- | ----------------------------------- | ---------- |
| 2022 | "Disfarce"                      | Mouhamed Harfouch   | Rensga Hits! Trilha Sonora Original | —          |
| 2022 | "Desatola Bandida"              | —                   | Rensga Hits! Trilha Sonora Original | —          |
| 2022 | "Pássaro Sem Ninho"             | Alice Wegmann       | Rensga Hits! Trilha Sonora Original | —          |
| 2022 | "Nota 100 (Tudo bem… Acontece)" | Alice Wegmann       | Rensga Hits! Trilha Sonora Original | —          |

## Prêmios e indicações
| Ano  | Associações                                   | Categoria                                      | Nomeações                | Resultado |
| ---- | --------------------------------------------- | ---------------------------------------------- | ------------------------ | --------- |
| 2010 | Mostra Marília de Cinema                      | Melhor Atriz                                   | Handebol                 | Venceu    |
| 2013 | FESTU - Festival de Teatro Universitário      | Melhor Espetáculo (júri oficial)               | Ricardo                  | Venceu    |
| 2013 | FESTU - Festival de Teatro Universitário      | Melhor Espetáculo (júri popular)               | Ricardo                  | Venceu    |
| 2013 | Prêmio Zilka Sallaberry de Teatro Infantil    | Melhor Atriz                                   | Nadistas & Tudistas      | Indicada  |
| 2016 | FITA - Festa Internacional de Teatro de Angra | Melhor Revelação (com o elenco)                | Não tô Entendendo Nada   | Venceu    |
| 2016 | FITA - Festa Internacional de Teatro de Angra | Melhor Autor (com Rafael Cal/Criação Coletiva) | Não tô Entendendo Nada   | Venceu    |
| 2017 | Festival Brasil Cinema Internacional          | Melhor Atriz Coadjuvante (menção honrosa)      | Angústia                 | Venceu    |
| 2019 | Cine Fest Brasil Montevideo                   | Melhor Atriz                                   | Boca de Ouro             | Venceu    |
| 2020 | Promax Awards Latin America                   | Filler/Capsula - Single                        | E! No Filter Wknd        | Venceu    |
| 2020 | Promax Awards Latin America                   | Fillers/Capsulas - Campaign                    | E! No Filter Wknd        | Venceu    |
| 2020 | Séries em Cena Awards                         | Melhor Atriz Nacional                          | Homens?                  | Indicada  |
| 2020 | Miami Brazilian Film Festival                 | Melhor Atriz                                   | Boca de Ouro             | Venceu    |
| 2021 | Festival Sesc Melhores Filmes                 | Melhor Atriz Nacional                          | Boca de Ouro             | Indicada  |
| 2021 | Prêmio Platino                                | Melhor Interpretação Feminina Coadjuvante      | Boca de Ouro             | Indicada  |
| 2021 | Grande Prêmio do Cinema Brasileiro            | Melhor Atriz                                   | Boca de Ouro             | Indicada  |
| 2022 | Pena de Prata                                 | Melhor Atuação Revelação em Série de Comédia   | Rensga Hits!             | Indicada  |
| 2024 | Splash Awards                                 | Melhor Atuação em Série Nacional               | Rensga Hits!             | Pendente  |
| 2024 | Prêmio FITA de Teatro                         | Melhor Atriz Coadjuvante                       | Bonitinha, mas Ordinária | Pendente  |